# Rijnlandse boezem
De Rijnlandse boezem is een stelsel van oppervlaktewateren, meren, kanalen, watergangen en sloten, die met elkaar in open verbinding staan en die in beheer zijn bij het hoogheemraadschap Rijnland, een waterschap in de Nederlandse provincies Noord- en Zuid-Holland. Samen vormt het stelsel een boezem, ook wel hoofdwaterstelsel genoemd, vooral bedoeld voor het afvoeren van teveel aan water, maar ook voor de ontvangst van effluent van rioolwaterzuiveringen. De Rijnlandse boezem fungeert ook als afvoersysteem van het water uit de regio Woerden, dat onder beheer is van het hoogheemraadschap De Stichtse Rijnlanden.
De totale oppervlakte van de Rijnlandse boezem is circa 4500 ha.
Binnen het gebied van het hoogheemraadschap Rijnland liggen circa 200 polders, die elk een eigen waterpeil hebben. Als er te veel water is, malen gemalen het in de richting van de boezem. De boezem heeft geen vast peil, maar is gemiddeld 60 centimeter beneden Normaal Amsterdams Peil (NAP). In de zomer wordt gestreefd naar NAP −0,61 meter, in de winter naar NAP −0,64 meter. Het op peil houden vergt automatisering. In juli 2018 werd een besturingssysteem ingevoerd, ontwikkeld door het hoogheemraadschap samen met Deltares.
Als er te weinig water is in periodes van droogte, pompt het boezemgemaal Gouda het water vanuit de Hollandse IJssel. Mocht het water in de Hollandse IJssel te zout worden, dan wordt de Klimaatbestendige Wateraanvoervoorziening ingezet via het hoogheemraadschap Stichtse Rijnlanden.
Verschillende boezemwateren hebben ook een functie als (provinciale) vaarweg.

## Gemalen

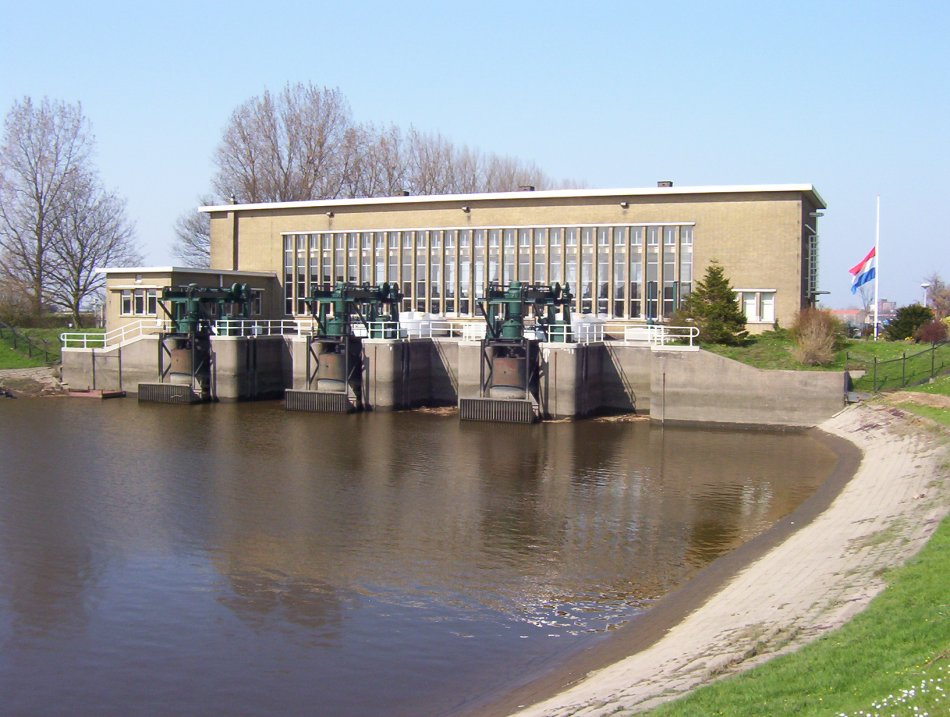
Boezemgemaal Gouda

Om een teveel aan water af te voeren heeft de Rijnlandse boezem vier grote boezemgemalen:
- Boezemgemaal Halfweg, dat water naar het Noordzeekanaal pompt;
- Boezemgemaal Spaarndam, dat eveneens water naar het Noordzeekanaal pompt;
- Boezemgemaal Katwijk, genaamd Koning Willem-Alexandergemaal, dat water naar de Noordzee pompt;
- Boezemgemaal Gouda, genaamd P.A. Pijnacker-Hordijkgemaal, dat water naar de Hollandse IJssel pompt. Bij droogte wordt hier juist water ingelaten.

De totale capaciteit van deze 4 gemalen is 194 m3/s.

## Onderhoud
Het onderhoud van de boezemwateren wordt geregeld via een legger. Daarin staan:
- De afmetingen waaraan de boezemwateren moeten voldoen;
- Wie verantwoordelijk is voor het onderhoud;
- Welk onderhoud zij moeten uitvoeren.

Daarbij wordt onderscheid gemaakt tussen primaire en secundaire boezemwateren. Primaire boezemwateren zijn alle grote boezemkanalen en meren die dienen als aan- en afvoerweg naar de boezemgemalen. Secundaire boezemwateren hebben een lokale transportfunctie. De primaire wateren worden behoudens uitzonderingen onderhouden door het hoogheemraadschap zelf. Uitzonderingen bestaan bijvoorbeeld als een gemeente een deel van de boezem onderhoudt. De secundaire boezemwateren worden in het algemeen door de kadastrale eigenaren onderhouden.

## Geschiedenis
Tot de inpoldering was de Haarlemmermeer het grootste onderdeel van de Rijnlandse boezem. Via de Haarlemmermeer werd het water geloosd op het IJ. Teneinde het verlies aan opvangcapaciteit na de inpoldering te compenseren werd in 1841 het Katwijkse kanaal verbreed. In 1843 werd het Oegstgeesterkanaal gegraven. Ook werd de binnensluis in Katwijk verbreed. In 1846 werd het gemaal bij Spaarndam in dienst gesteld. Het waterschap wilde echter niet afhankelijk zijn van één gemaal, daarom kwam er in 1853 ook een gemaal bij Halfweg en in 1857 bij Gouda. Dit waren allemaal stoomgemalen. Door de inpoldering van de Zuiderzee werd de capaciteit van de afvoer richting het IJ beperkt. Daarom werd er ook in Katwijk een stoomgemaal gebouwd, dat in 1880 in gebruik genomen werd.
Deze gemalen zijn inmiddels allemaal gemoderniseerd.

## Onderdelen
De Rijnlandse boezem heeft zeer veel onderdelen, waaronder de Oude Rijn, de Leidse singels en grachten, de Kagerplassen en de Westeinderplassen, en ook kleinere wateren zoals de Dobbewetering. In 2018 zijn er circa 650 onderdelen die met een naam benoemd zijn op de kaart die bij de legger behoort.
| Naam van 652 onderdelen Rijnlandse boezem |
| --- |
| 1e tocht Hazerswoudse Droogmakerij, 1e tocht Zuidpolder, 2e IJtocht, 2e tocht Hogeveen, 3e tocht Hazerswoudse Droogmakerij, 5e Binnenvestgracht, A44-Noordtocht, A44-Zuidtocht, A4-Oosttocht, A4-Westtocht, A5-Oosttocht, A5-Westtocht, A9-Noordtocht, A9-Westtocht, A9-Zuidtocht, Aalsmeerderbaantocht, Aalsmeerdernoordtocht, Aalsmeerderzuidtocht, Aardbeiensloot, Aarkanaal (traject Leidse Vaart - Nieuwe Vaart), Aarkanaal (traject Oude Rijn - Leidse Vaart), Achter de Kerkgracht, Achtergat, Achterkanaal, Achterwatering, Achterwetering Gravekoop, Additionele Kanaal, Ade, AFS-Tocht, Afvoertocht Gansoord, Afvoertocht Turfspoor, Agrarische Watergang, Akkersloot, Alphensewetering, Amerikavaart, Amsterdamse Vaart, Bakenessergracht, Balgerij, Balkanbocht, Bavo Sloot, Beek, Bennebroekertocht, Bennebroekervaart, Benthuizerplas, Bietengat, Biezentocht, Binnengouwe, Binnenliede, Binnenoostsingel, Binnenvestgracht, Binnenwetering, Bleekersingelgracht, Bleekersvaart, Bocht van Thijsse, Boekhorstvaart, Boerenbuurt, Boerhavevaart, Boezemkanaal Spaarndam, Boezemsingel, Boshuizerwatering, Boterdijkwatering, Boventocht, Braakwatering, Brandewijnsloot, Breevaart, Broekveldertocht, Broekwegwetering, Bronsteevaart, Brouwerskolk, Brouwersvaart, Bruine watering, Buitenliede, Buitenveldertbaantocht, Burgemeester Kasteleintocht, Burggoog, Burgwal, Burmade, Camera Obscuravaart, Crayenestervaart, Dammersboogtocht, De Kleine Poel, De Kuil, De Sluistocht, De Toegang, De Zwet, Dekkersloot, Delfsewallenwetering, De Delft, Derde Tocht Noordpolder, Diepenhoek, Dietrich Bonnoeffervaart, Dijksloot te Leimuiden, Dijkwatering, Dinsdagse Watering, Dinsdagse Watering (Noordwijk), Dinsdagse Watering (NW van kruising Maandagse Wate), Dobbewatering, Doelengracht, Does, Doeshaven, Doespolderwatering, Doleindsloot, Driestalwatering, Dronensingel, Duikersloot, Duikertocht, Duinpoortsloot, Duinschotensloot, Duivenvoorde Sloot, Dwarslansing, Dwarstocht, Eerste Tocht Galgpolder, Eerste Tocht Noordpolder, Effluentsloot zuivering Noordwijk, Effluentsloot zuivering Sassenheim, Elleboogse Watering, Elsbroekerend, Elsbroekervaart, Endegeesterwatering, Europavaart, Fagelsloot of Vogelsloot, Floriande Noord-Tocht, Fluwelensingelgracht, Fokkerwegtocht, Foreesterdwarstocht, Fortgracht, Fuikvaart, Galgewater, Garenkokersvaart, Gasthuissingel, Gasthuiswatering, Gelderswoudsetocht, Gemaalsloot, Gemeenlandsewatering, Glippervaart, Goudse Vaart, Gouwe, Gouwwetering, Graan voor Visch Tocht, Greveling, Groenhazengracht, Grote Brug, Grote Dobbe, Grote Hoefsloot, Grote sloot, Grote Tocht, Grote Vijver, Grote Vogelenzang, Grote Watering of Valkenburgse Watering, Grote Wetering, Guldemondsloot, Haagwijksloot, Haarlemmer Trekvaart, Haarlemmermeerse Bosplas, Hanepoel, Hansensloot, Haven Gemeente Gouda, Havenkanaal, Havenkanaal (Grevelingen), Heemsteedskanaal of Wippervaart, Heimanswetering, Heksloot, Herengracht, Herensingel, Het Lekriool, Heuveltocht, Hillegommerbeek, Hoefsloot, Hofambachtwatering, Hoflee, Hoge Dijksloot, Hoge Spaarndammerdijksloot, Holle Mare, Hoofdvaart, Hoofdvaart (traject gemaal peilvak 10 - 3e Looster), Hoofdwatergang in peilvak 10, Hoofdwatergang in peilvak 3, Hoofdwatergang in peilvak 6, Hoofdwatergang in peilvak 7a, Hoofdwatergang in peilvak 7b, Hoofdwatergang in peilvak 8, Hoofdwatergang in peilvak 9, Hoofdwatergang peilvak 4, Hoogeveensevaart, Horntocht, Hornwegwatering, Horstsloot, Houtrakkerhoekwatering, Houtrijkerwatering, Houtrijkerwegwatering, Houtvaart, HSL-Oosttocht, HSL-Westtocht, IJpoldertocht, IJtocht, IJwegtocht, Industriehaven, Jan Bakkersloot, Jan Gijzenvaart (traject ten oosten van de Delft), Jan Gijzenvaart (traject ten westen van de Delft), Jan Schoyenvaart of Spijkersloot, Jeruzalemstraatgracht, Kaagbaantocht, Kagertocht, Kampersingel, Kanaal achter Alphen, Kanaal Halfweg, Kanaal Veenenburg-Elsbroek, Karnemelkse Vaart, Karnemelksloot, Kasteelvijver, Kaswatering, Kattensingelgracht, Kattocht, Katwijks Kanaal, Kavelsloot OO 01-02, Kees Jan Koenensloot, Kerfwetering, Kerksloot, Kerksloot (Lisse), Kerkvaart, Kerkweg Watering, Kiekpoel of Kleipoel, Kijfgracht, Kinderhuissingel, Kleikade Vaart, Klein Vogelenzang, Kleine Brug, Kleine Vijver, Kleine Watering, Klinkenberger Plas (noord), Kloppersingel, Kooisloot, Koppoel, Kort Bloemendaal, Korte Mare, Korte Miening, Korte of Waddingervliet, Korte Vlietkanaal, Korte Watering, Krimsloot, Kromme Aar, Kromme Does, Kromme Gouwe, Kromme Spieringtocht, Kromsloot, Kruistocht, Kruisvaart, Laeck, Lage Dijk Watering, Lage Mallegat, Landscheidingsvaart, Lange Miening of Noordbuurtse watering, Lange Sloot, Lange Watering, Langeraarse Plassen, Langstocht Middelburg, Lansing, Leidse Gat, Leidse Trekvaart, Leimuidertocht, Leisloot of Spijkersloot, Lelievaart, Liede, Liedetocht, Limiettocht, Limiettocht Noordpolder, Linquendatocht, Lisserbeek, Lissertocht, Lodewijksvaart (noord), Lodewijksvaart (zuid), Loetewatering, Maalkom, Maaltocht, Maandagse Watering, Machine Vliet, Machinetocht, Machinetocht Omringdijk, Machinetocht Palenstein, Machinewatering, Mallegat, Marcelisvaart, Maresingel/Herensingel/Oude Herengracht, Meer- of Buurwatering, Meerburgerwatering, Meije, Meijewatering, Middeltocht, Middentocht, Middenwegtocht, Minnebroersgracht, Molenboezem Gele Wip, Molenplas, Molensloot, Molentocht, Molenvaart, Molenvliet, Molenwatering, Molenwegje Watering, Molenwerfgracht, Molenwetering, Mooie Nel, Morssingel, Morswaalwatering, Mottigervaart, N201-Noordtocht, N201-Zuidtocht, N205-Oosttocht, N205-Westtocht, N207-Noordtocht, N207-Zuidtocht, N232-Westtocht, Nieuwe Gouwe, Nieuwe Gracht, Nieuwe Rijn, Nieuwe Vaart (Noordwijk), Nieuwe Vaart (Stompwijk), Nieuwe Vaart (verlengde van de Drecht), Nieuwe Vijfhuizertocht, Nieuwe Wetering, Nieuwerkerkertocht, Nieuwkoopse Plassen, Noord Aa, Noord Aa (Zoeterwoude), Noord Aase Vliet, Noordelijke Hoornsloot, Noorder Buiten Spaarne, Noordertocht, Noordhovense Plas, Noord-Oost Gracht, Noordtocht, Noordzijde Berkenpad, NS-Tocht, NVLS-Tocht, Oegstgeesterkanaal, Ofwegenerwatering, Omgelegde Houtvaart, Omloopwetering, Oostbroekwatering, Oostdijk + Noorddijk, Oosteindervaart, Oostelijke Kanobaan, Oostelijke Watering, Oosterduinse watering, Oosttocht, Oostzijde Berkenpad, Oranje watering, Oranjegracht, Otwegwetering, Oud-Bodegraafsewetering, Oude Aar of Hoekse Aar, Oude Ade, Oude Gouwe, Oude Herengracht, Oude Hillegommerbeek, Oude Meertocht, Oude Rijn (traject Bodegraven - Gouwe), Oude Rijn (traject Gouwe - Herengracht te Leiden), Oude Rijn (traject Herengracht - nieuwe Rijn), Oude Singel of Oude Vest, Oude Wetering, P3-Tocht, Paapwatering, Paddegat, Padensewetering, Papemeer, Papevaart, Pastoorswatering, Pepersstraatgracht, Pesthuiswatering, Pieter Mauritsvaart, Pilarensloot, Plas van Trommel, Plompsloot of Botersloot, Poelsloot, Poelwatering, Polderbaantocht, Prins Hendrikkanaal, Put van Vink, R.W. Plantsoengracht - Gouda, Raamsingel, Raaphorstsloot, Randenburgsewetering, Randsloot Frederiksoord, Rapenburg, Rietveldse Vaart, Rietwijkeroordtocht, Rijkensparksloot, Rijn (traject Additionele kanaal - Oegstgeesterkanaal), Rijn (traject Galgewater - Korte Vlietkanaal), Rijn (traject Korte Vlietkanaal - Additionele kanaal), Rijn (traject Oude Rijn - Galgewater), Rijn-Schiekanaal, Rijnhaven Alphen, Rijnsburgersingel, Rijnsburgervliet, Rijpwetering, Rijpweteringervaart, Ringsloot, Ringsloot Broekvelden, Ringsloot Lisserpoelpolder, Ringsloot Polder Vierambacht, Ringsloot polderdeel Groot Hemmeer, Ringvaart Middelburg, Ringvaart Tempelpolder, Ringvaart van de Haarlemmermeerpolder, Rodemolensloot, Roomburgerwatering, Rouwkoopsloot, S-20 Noordtocht, S-20 Zuidtocht, Sassenheimervaart, Schippersvaart, Schotersingel, Schoutenvaart, Schulpvaart, 's-Gravenwater, Sloene, Sloot De Regt, Sloot in Rhijnvliet gebied, Sloot Kea/Ruhe, Sloot langs Batterijweg, Sloot langs Beatrixlaan, Sloot langs de Slaperdijk, Sloot langs Horstlaan, Sloot naast Grote Poellaan 7, Sloot naast IJweg 950, Sloot ten noordoosten van de Tjalmaweg, Sloot ten zuidwesten van de Tjalmaweg, Sloot tussen de van Cleefkade en de Ringvaart, Sloot tussen Rijshornstraat 84-86, Sloot Vink, Slotertocht, Slotervaart, Slotwatering, Spaanse Vaart, Spaarndammertocht, Spaarne, Spaarnetocht, Spaarnwoudertocht, Spieringstraatgracht, Spieringtocht, Spijkerboor, Spijkerboorsewetering, Spoelwijkwetering, Spoortocht, Sportparktocht, Stadsmolensloot, Starrevaart, Steengrachtskanaal, Steenschuur, Stingsloot of Vaarsloot, Stompwijkse vaart, Stroomkanaal, Stroomsloot, 't Watertje, Tankval, Tankval Noord, Tankval Zuid, Teylingervaart, Tiendwegwetering, Tocht bij de Apollostraat, Tocht bij de Beethovenlaan, Tocht bij de Lunalaan, Tocht bij de Visserstraat, Tocht bij Jasmijnstraat, Tocht langs de Molenkade, Tocht langs de Oude Weg, Tocht langs de Taxibaan, Tocht langs de Valutaweg, Tocht langs Noordelijke Randweg, Tocht naar de Zwarte Weg, Tocht nabij 2000 El, Tocht over Kavel 122, Tocht over Kavel 137, Tocht over Kavel 69, Tocht over Kavel 80, Tocht over Kavel 82, Tocht over Kavel 93, Tocht van Cats, Toegang, Toegangsewetering, Toevoerkanaal Kaswatering, Toevoerkanaal Koning Willem I, Toevoersloot Marënduin, Toevoersloot polder Vogelenzang, Toevoersloot Zilkerpolder, Toevoertocht Eendekooi, Toevoertocht gemaal Rijk, Toolenburgse plas, Topvoortsloot, Torenvlietse watering, Trekvaart Halfweg-Amsterdam (Haarlemmervaart), Trekvliet, Turfmarktgracht, Turfsingelgracht, Turfspoortocht, Turreluurtocht, Tussen de Vijvers, Tussenboezem, Uitstroom, Uitstroom Achterof, Uitstroom v/d Torre, Vaarsloot, Vaarsloot (tussen provinciale weg en Zuidzijdervaa), Vaarsloot 1e Laag-Boskoop, Vaarsloot 2e Laag-Boskoop, Vaart tussen ringsloot Lisserpoelpolder en straatw, Vaart vm Zanderijpolder, Vaart voormalige Zanderijpolder, Van Merlenvaart, Veenenburgsloot (traject 2046 - gemaal peilvak 10), Veenenburgsloot (traject NO van gemaal peilvak 10), Veenwatering, Veerdijktocht, Veerplas, Veertocht, Veilingtocht, Veilingvijver, Veldwegsloot Grote Poellaan, Velserbeek, Velserbroekse Dreeftocht, Velserdijkwatering, Velsertocht, Vennemeer, Vennepertocht, Vennesloot, Verbindingskanaal, Verbindingstocht, Verbindingstocht 5P, Verbindingstocht II3-II4, Verlegde Oosttocht, Verlegde Oude Meertocht, Verlegde Velsertocht, Verlengde Breevaart, Vierde Tocht Noordpolder, Vijfhuizertocht, Vijverstraatgracht, Vijzeltocht, Vinkesloot, Vliet, Voorboezem Drooggemaakte Grote Polder, Voorboezem Drooggemaakte polder Westzijde Aarlande, Voorboezem Hofpolder, Voorboezem Hogeveense polder, Voorboezem Hoogmadese polder, Voorboezem Kleine Cronesteinse of Knotterpolder, Voorboezem Nieuwe Driemanspolder, Voorboezem Noordeinderpolder, Voorboezem ontpolderde gedeelte van de Oostpolder, Voorboezem polder Achthoven, Voorboezem polder Alpherhoorn, Voorboezem polder Berg en Daal, Voorboezem polder de Noordplas, Voorboezem polder Gnephoek, Voorboezem polder Hondsdijk, Voorboezem polder Oudendijk, Voorboezem polder Reeuwijk, Voorboezem polder Steekt, Voorboezem polder Westbroek, Voorboezem Starrenburgerpolder, Voorboezem van de Molendriegang, Voorboezem Voorofsche polder, Voorboezem Warmonderdam en Alkemaderpolder, Voorboezem Zwet- en Grote Blankaartpolder, Voorkanaal, Voormalige Spoortocht, Voorwatering (Hoogmade), Voorwatering (Voorschoten), Voorwegwetering, Vossevaart, Vrouwenvaart, Waarderhaven, Waardertocht, Waardgracht, Wagnervaart, Warmonderlee, Watergang 1e Rijneveld, Watergang 2e Rijneveld, Watergang langs Reijerskoop, Watergang langs Zuidwijk, Watering, Watering langs de A9, Watering tussen Slaaghweg en Rijn (Morskwartier), Watering tussen Spoorweg en Rijn (Morskwartier), Weegsloot, Weeresteinsloot, Weerlanervaart, Wegsloot Kleine Poellaan, Wegsloot Noorder Leidsevaart, Wegsloot Oosteinderweg, Wegsloot Plesmanlaan, Wegsloot Rijshornstraat, Wegsloot Stommeerkade, Wegsloot Stommeerweg, Wegsloot Uiterweg, Welgelegentocht, Westbroekplas, Westbroekwatering, Westeinderplassen - Blauwe Beugel, Westeinderplassen - Grote Poel, Westeinderplassen - Kleine Poel, Westelijke Kanobaan, Westelijke Watering, Westtocht, Westvaart, Westzijde Berkenpad, Wijdsloot, Wijkwetering, Witte Singel, Woensdagse Watering, Wonnewetering, Zanderijvaart, Zanderijvaart (Katwijk), Zanderijvaart (Noordwijkerhout), Zandsloot (Oegstgeest), Zandsloot (traject Norremeer - Haarlemmer Trekvaart), Zandvaart, Zegwaartsevaart, Zeugstraatgracht, Zevenhuizervaart, Ziende, Ziendevaart, Zijdewetering, Zijl, Zijlsingel (Haarlem), Zijlsingel (Leiden), Zijlwatering, Zijlwetering, Zijp, Zijwatering van de Kerkweg, Zoeterwoudse Singel, Zomersloot, Zomervaart, Zuidbuurtse Watering, Zuidelijke Hoornsloot, Zuider Buiten Spaarne, Zuidertocht, Zuidsingel, Zuidtocht, Zuidtocht Tempelpolder, Zuidwijksewetering, Zuidzijdervaart, Zwanenburgerbaantocht, Zwarte Wegtocht, Zwetsloot |